# Friedrich Hilgard
Heinrich Julius Friedrich Hilgard (* 1810 in Osthofen, Erstes Kaiserreich; † 1874 in Zürich, Schweiz) war ein Revolutionär des Pfälzischen Aufstands 1849 und zuletzt US-amerikanischer Vizekonsul in Zürich.

## Leben
Hilgard war der Sohn von Georg Friedrich Hilgard (1784–1859), der Domänendirektor in Worms und von 1838 bis 1843 Bürgermeister von Speyer war. Wie seine Brüder Theodor (1808–1872) und Eduard (1813–1882) wanderte er in den 1830er Jahren nach Belleville, Illinois aus. Der Onkel Theodor Hilgard (1790–1873) gehörte ebenfalls zu den „Latin Farmers“. Friedrich Hilgard gründete dort eine Sägemühle. Nach seiner Rückkehr war er als Rechnungsrevisor in Speyer tätig.
Am 17. Mai 1849 wählten 28 Vertreter der pfälzischen Kantone eine Provisorische Regierung der Rheinpfalz. Diese ernannte bis Ende des Monats Civilkommissäre, die die bayerischen Landkommissäre ersetzten. Hilgard war als solcher im Landkommissariat Speyer tätig. Die Anklag-Akte warf ihm vor, er habe „die Mitglieder der Provisorischen Regierung allda in ihrem verbrecherischen Treiben auf jede Weise unterstützt“; er habe „alle den Civilkommissären oblegenen Aufträge“ erledigt, insbesondere öffentliche Kassen beschlagnahmt, Zwangsanleihen eingetrieben, über öffentliches Eigentum verfügt und die Vereidigung von Beamten auf die Reichsverfassung „selbst mit Drohungen verlangt“. Als Offizier der Speyerer Volkswehr nahm Hilgard an bewaffneten Zügen gegen die Festung Landau und nach Worms unter Ludwig Blenker mit. Er war Mitunterzeichner eines Aufrufs „zur Verleitung des großherzoglich hessischen Militärs zur Fahnenflucht“.
Die Anklag-Akte führt Hilgard unter der Nummer „123“ und führt seinen Steckbrief auf: 38 Jahre alt, 6 Schuh, 2 Zoll groß, von braunen Haaren, sehr hoher Stirne, braunen Augen, proportionierter Nase, eben solchem Munde, rundem Kinn, braunem Bart, runder Gesichtsform, gesunder Gesichtsfarbe, kräftiger Statur, starker Glatz. Da die Minister Hepp und Schmitt viel zu spät auf die pfälzische Regierungskasse zugriffen, fanden die Revolutionäre, statt der erwarteten 200.000 Gulden, nur 10 Gulden, 10 Kreuzer und 2 Pfennige vor, die Hilgard in Empfang nahm. Des Weiteren listet die Anklag-Akte folgende durch ihn beschlagnahmte Beträge auf: 1.400 Gulden des Rentamts, 7.700 Gulden des Salzamts, 155 Gulden des Zollamts sowie 40 Gulden aus der Redaktionskasse des Amts- und Intelligenzblatts. Bei den Bürgern des Landkommissariats trieb er 10.733 Gulden und 23 Kreuzer an Zwangsanleihen ein. Zeugen sagten aus, das sein Verhalten „schonend“ gewesen sei und er „das Proletariat im Zaume gehalten und manche Verhaftungen und Gewaltthaten verhindert habe“. Bei seiner Flucht ließ Hilgard beschlagnahmte und nicht abgeführte Gelder in Höhe von 3.060 Gulden zurück.
Nach der Niederschlagung des Pfälzischen Aufstands emigrierte Hilgard in die Schweiz, wo er als Beamter der Schweizerischen Nordbahn bzw. Nordostbahn tätig war. Die pfälzische Justiz verurteilte ihn 1851 in Abwesenheit zum Tode und im selben Jahr musste er die Schweiz verlassen. Im folgenden Jahr kehrte Hilgard nach Zürich zurück und heiratete Louise von Clais. Nach der Heirat führte er ein „großes Haus, wo die Flüchtlinge aller Nationen freien Zutritt hatten“. Das Paar hatte zwei Kinder, Karl Emil Hilgard wurde ein bekannter Ingenieur. Für die Vereinigten Staaten war er seit 1854 als Vizekonsul tätig. Amnestien für die Pfälzer Revolutionäre erfolgten in den 1860er Jahren, insbesondere die Generalamnestie erst 1865 unter Ludwig II.

## Familie
Seine Halbschwester Emilie Hilgard (1834–1914) heiratete 1860 Theodor Römer (1823–1866), der 1847 den Turnvereins Zweibrücken gegründet hatte und zwei Jahre später Hauptmann der Volkswehr wurde. Er floh nach Frankreich, wurde zum Tode verurteilt (Anklag-Akte Nr. 148) und war als Gymnasialprofessor in Poitiers und Rennes tätig. Seine Kusine Therese Hilgard (1829–1912) heiratete Adolf Holtzmann und wurde Schwiegermutter des Nobelpreisträgers Albrecht Kossel. Hilgards Bruder Gustav (1807–1867) war als Oberappellationsgerichtsrat „der einzig konservative Hilgard“. Sein Sohn Henry Villard war Eisenbahnmagnat und Mitbegründer der General Electric, die Tochter Emma (* 1837) wurde als Ehefrau des Generals Robert von Xylander, Schwiegertochter von Joseph von Xylander, der im Mai 1849 als bayerischer Bevollmächtigter die Abberufung Eisenstucks aus der Pfalz verlangt hatte.

## Belege
1. 1 2 3 4  Rudolf H. Böttcher: Friedrich Hilgard – ein „Grauer“ wird Civilcommissär. In: Die Familienbande der pfälzischen Revolution 1848/1849. Ein Beitrag zur Sozialgeschichte einer bürgerlichen Revolution. Sonderheft des Vereins für Pfälzisch-Rheinische Familienkunde. Band 14. Heft 6. Ludwigshafen am Rhein 1999. S. 294.
2. ↑  87. Friedrich Hilgard. In: Auszug aus dem Register der Urtheile des königlichen Appellationsgerichtes der Pfalz zu Zweibrücken. S. 26–27.
3. ↑  123. Friedrich Hilgard. In: Anklag-Akte. S. 112.
4. ↑  Anklag-Akte. S. 171–172.
5. 1 2  Roland Paul: Friedrich Hilgard. In: Hans Fenske, Joachim Kermann, Karl Scherer: Die Pfalz und die Revolution 1848/49: Band 2. Kaiserslautern 2000. S. 283–284.
6. ↑  Rudolf H. Böttcher: Amnestie und Mandate. In: Die Familienbande der pfälzischen Revolution 1848/1849. Ludwigshafen am Rhein 1999. S. 310.
7. ↑  Rudolf H. Böttcher: Friedrich Justus Willich – Der Siebener im Bundestag. In: Die Familienbande der pfälzischen Revolution 1848/1849. Ludwigshafen am Rhein 1999. S. 270.

| Personendaten    | Personendaten                                                                                   |
| ---------------- | ----------------------------------------------------------------------------------------------- |
| NAME             | Hilgard, Friedrich                                                                              |
| ALTERNATIVNAMEN  | Hilgard, Heinrich Julius Friedrich (vollständiger Name); Hilgard von Clais, Friedrich (Ehename) |
| KURZBESCHREIBUNG | bayerischer Revolutionär und US-amerikanischer Vizekonsul                                       |
| GEBURTSDATUM     | 1810                                                                                            |
| GEBURTSORT       | Osthofen, Erstes Kaiserreich                                                                    |
| STERBEDATUM      | 1874                                                                                            |
| STERBEORT        | Zürich, Schweiz                                                                                 |